# Peder Mørk Mønsted
Peder Mørk Mønsted (Balle Mølle, 10 dicembre 1859 – Fredensborg, 20 giugno 1941) è stato un pittore danese.
Fu uno tra i rappresentanti del periodo d'oro della pittura danese e fu noto come paesaggista.

## Biografia
Mønsted nacque a Balle Mølle a sud di Grenå, nella parte orientale della penisola dello Jutland da un ricco costruttore navale. Da bambino prese lezioni di pittura presso la Scuola d'Arte di Aarhus.
Si trasferì a Copenaghen, dove studiò dal 1875 al 1879, presso l'Accademia di Copenaghen. Seguì le lezioni di Andries Fritz, Niels Simonsen e Julius Exner. Iniziò poi una carriera che lo porterà a viaggiare in tutta Europa, nel Nord Africa e in Medio Oriente. Nel 1882 si trasferì a Roma, e nell'isola di Capri, dove viene conquistato dal sole mediterraneo e dai colori vivaci.
In seguito fece per un anno l'apprendista a Parigi nella bottega del celebre pittore Adolf Buzhero. Nel 1884, visitò il Nord Africa, nel 1889 si trasferisce in Algeria e tre anni dopo in Grecia, dove per un anno è stato ospite della famiglia reale, dove dipinse i ritratti dei reali. Prima del 1900 Mønsted godeva di popolarità in Germania, soprattutto nella città di Monaco di Baviera. I primi anni del ventesimo secolo Mønsted fu in Svizzera, nel sud della Francia e in Italia. Durante la prima guerra mondiale viaggiò in Norvegia e Svezia, ma dal 1920 al 1930 si spostò di nuovo sulle rive del Mediterraneo.

### Creatività
Mønsted difficilmente può essere collegato alla pittura di paesaggio accademica perché venne molto influenzato dall'Impressionismo francese. L'artista dipinge ciò che vede, spesso i campi, boschi, case rurali e cortili. I suoi paesaggi sono il frutto di una lunga contemplazione.
Nonostante i numerosi viaggi in tutto il mondo, Mønsted ha per lo più raffigurato paesaggi incontaminati del nord Europa con piccole figure umane. Molto spesso nei paesaggi sono raffigurati: laghi e corsi d'acqua, donando un senso ancora maggiore al paesaggio e alla sua atmosfera.
Le opere dell'artista sono esposte nelle collezioni dei musei di Aalborg, Bouts, Randers e in numerose collezioni private.

## Galleria d'immagini

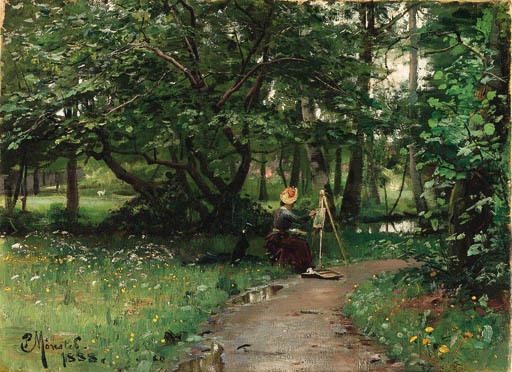
Painting off a Path Near a River, 1888.
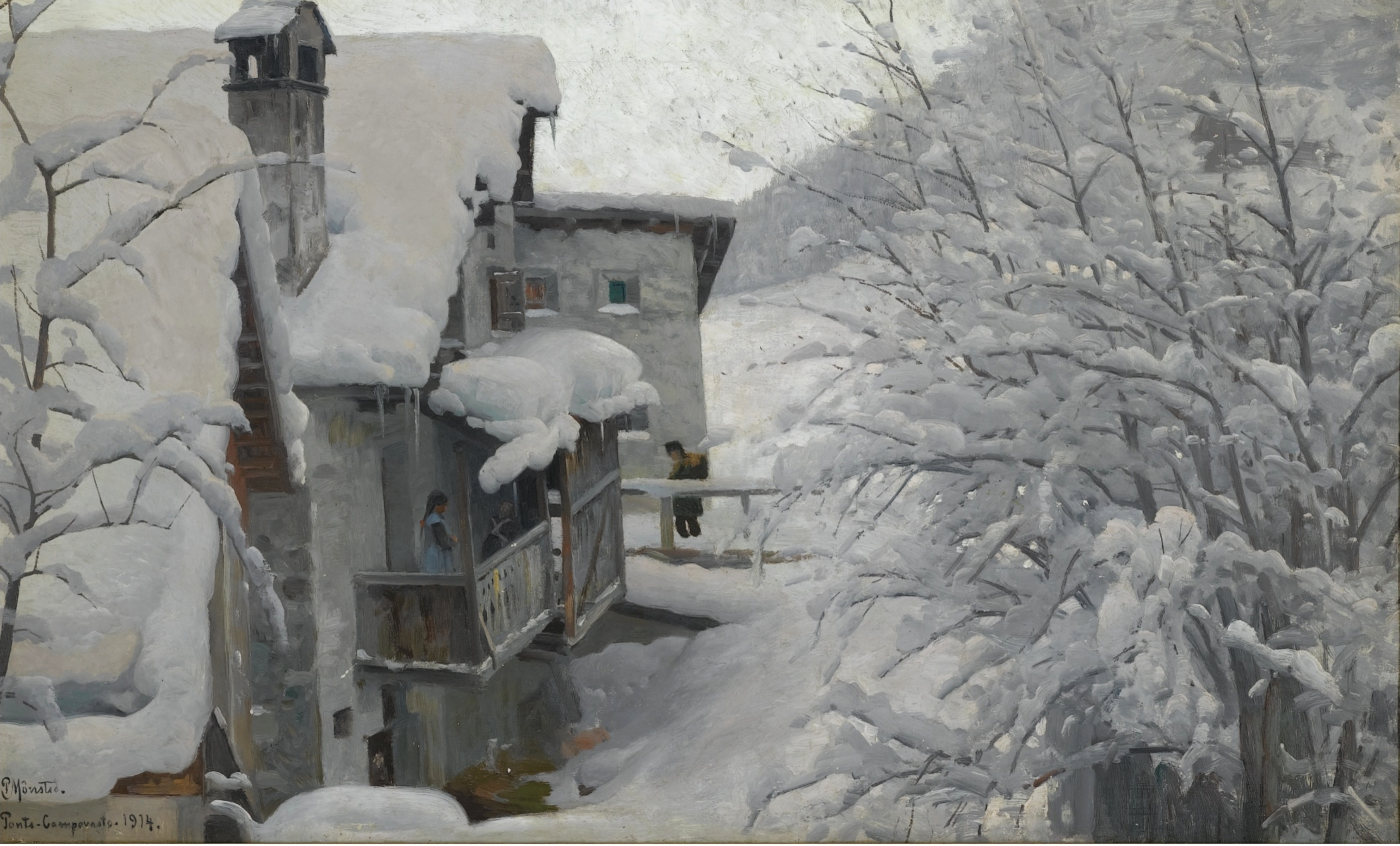
Ponte-Campovasto, 1914.
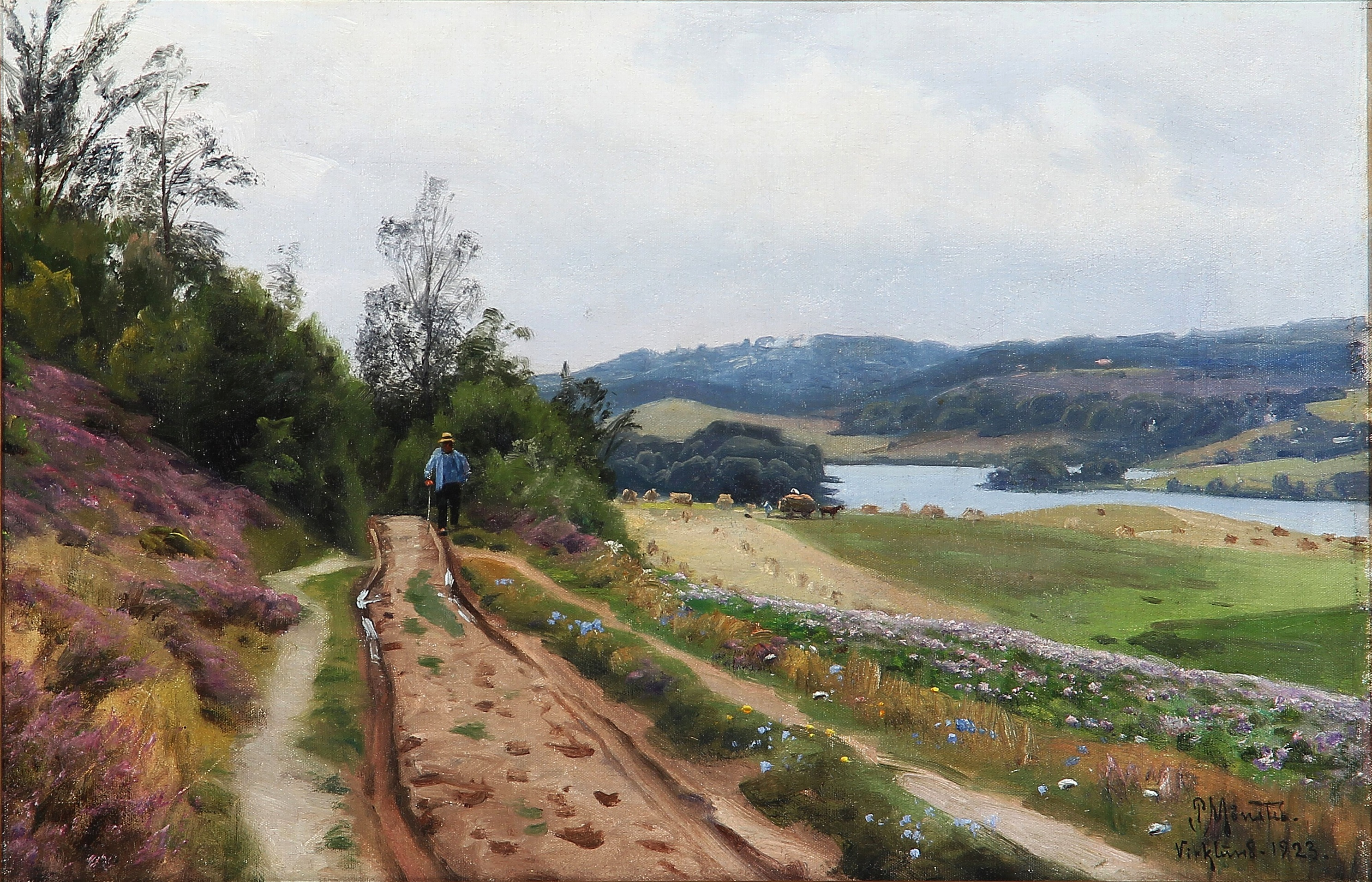
En sti i Virklund, 1923.
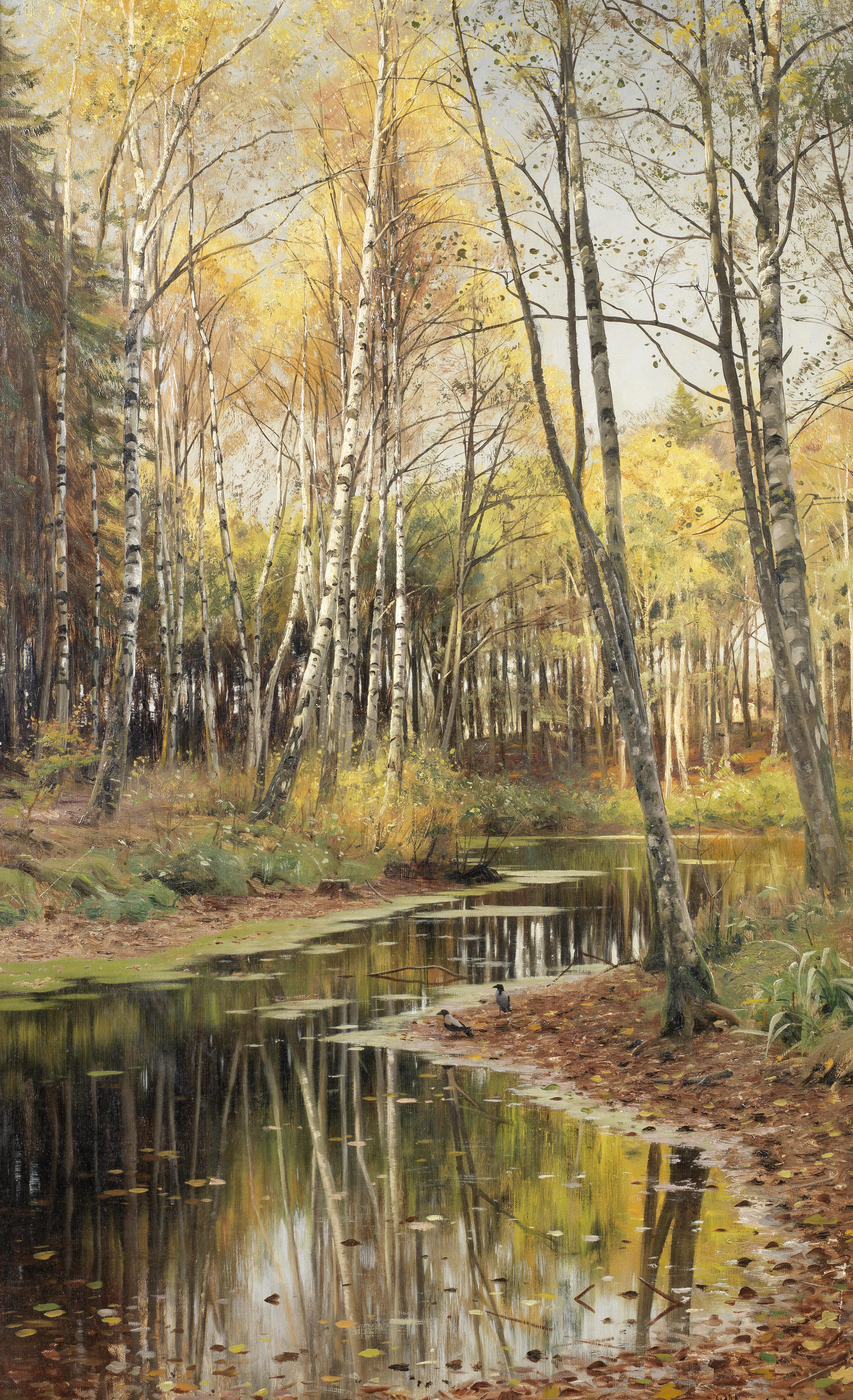
Autumn in the birchwood.
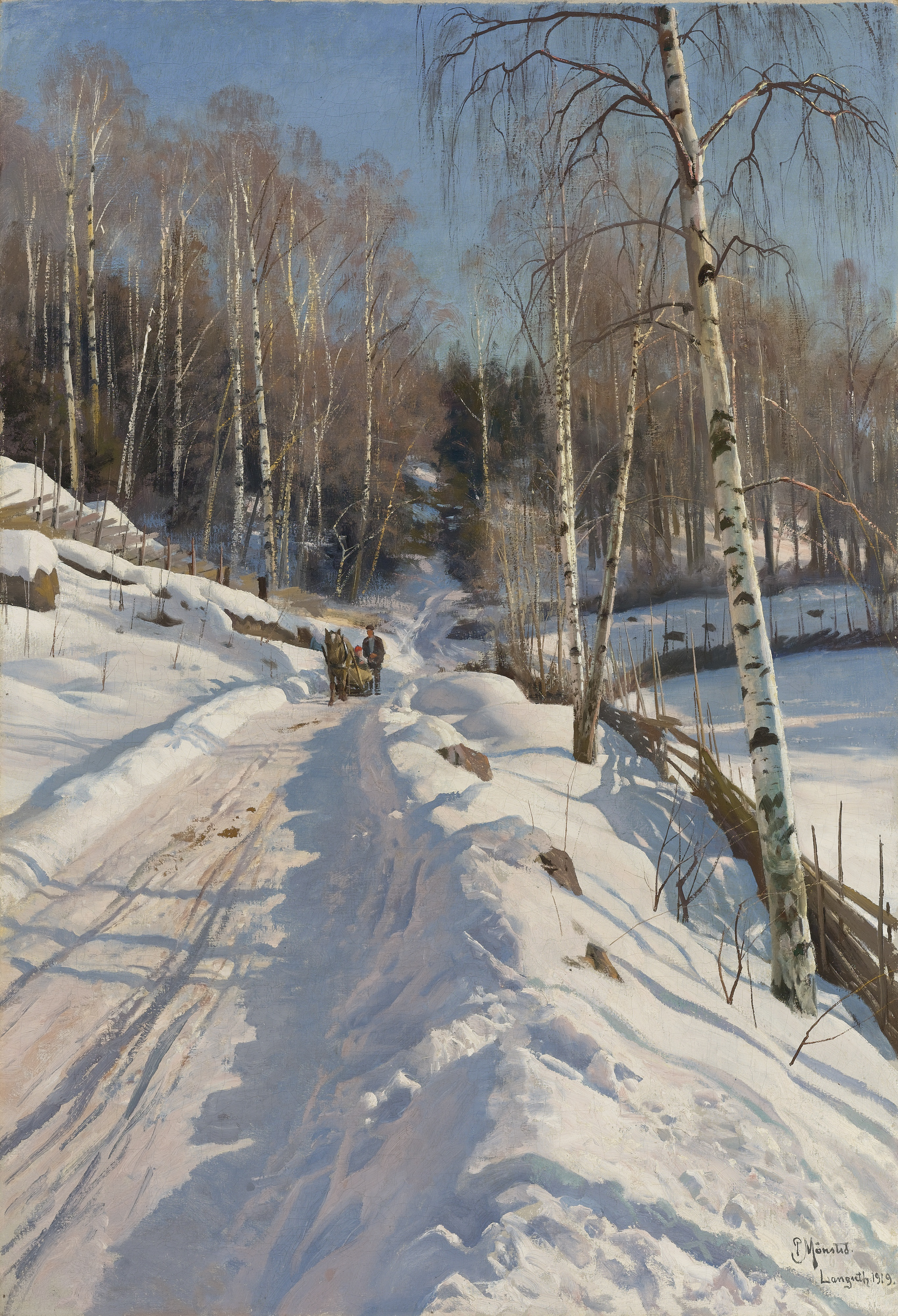
Sleigh ride on a sunny winter day.
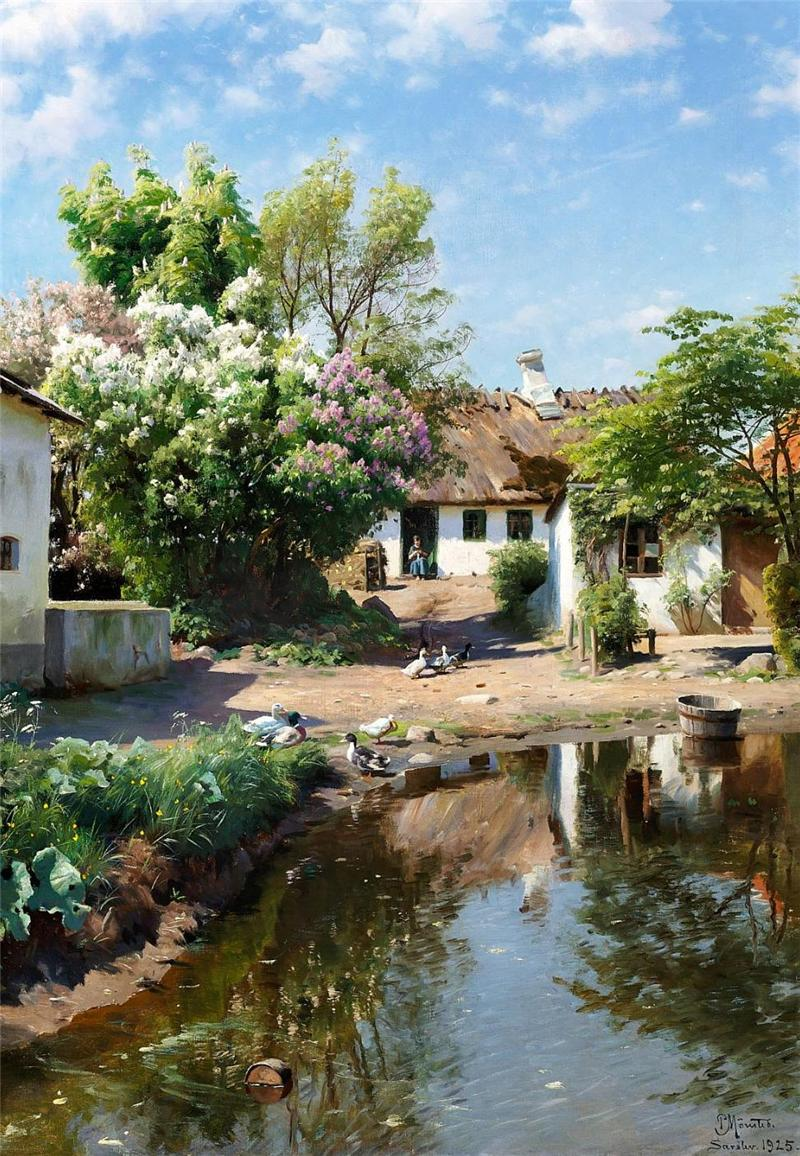
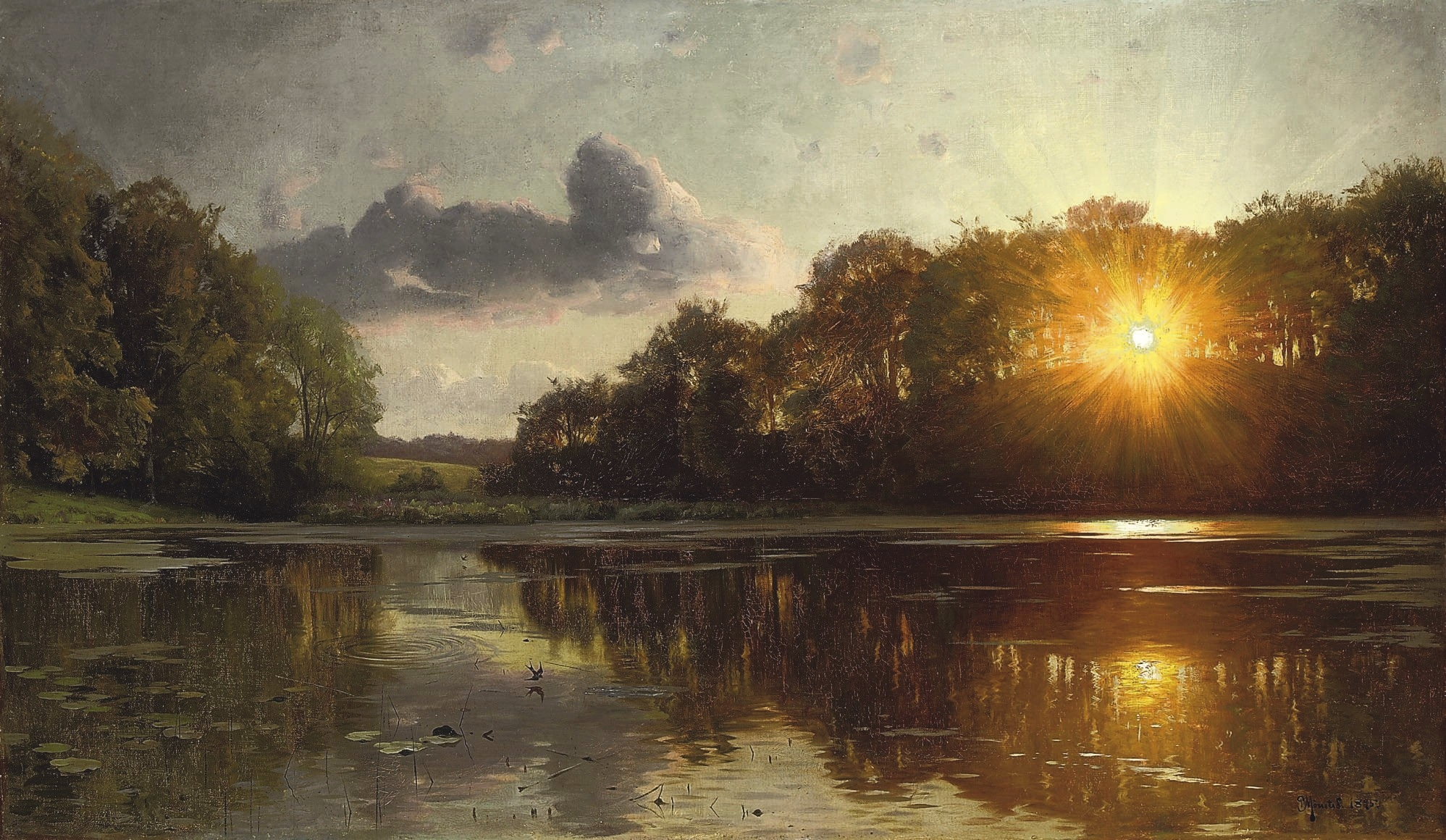
Sunset over a forest lake.
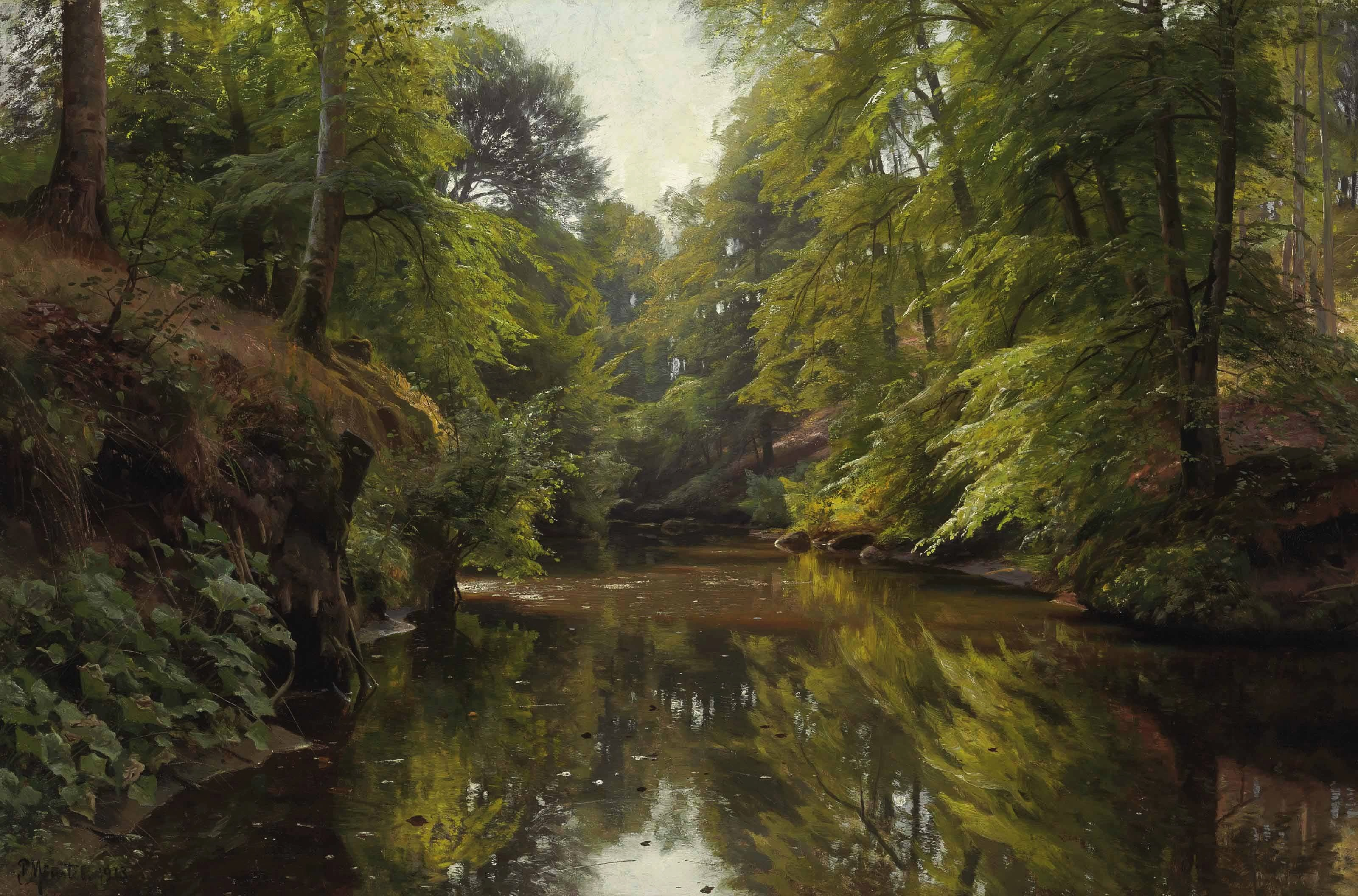
Skovbevoksede River Landskab.